# Roodgevlekte veldmestkever
De roodgevlekte veldmestkever (Aphodius quadrimaculatus) is een keversoort uit de familie van de bladsprietkevers (Scarabaeidae). De wetenschappelijke naam van de soort is gepubliceerd in 1761 door Linnaeus.